# Wilhelm Ziegler
Wilhelm of Wilhalm Ziegler (Creglingen, ca. 1480 – mogelijk Würzburg, na 1537) was een Duitse kunstschilder en tekenaar. Tijdens zijn carrière werkte Ziegler vooral in Rothenburg en Fribourg. Hij schilderde met name altaarstukken.

## Carrière
Over de jeugd van Wilhelm Ziegler is weinig bekend. Hij wordt op 15 juni 1502 voor het eerst genoemd als leerling van de Augsburgse schilder Hans Burgkmair de Oudere. Volgens de geldende gilderegels had hij toen waarschijnlijk al drie jaar een opleiding tot schilder gevolgd. Een mogelijk portret van Ziegler stamt ook uit 1502, al is de identificatie op basis van het bijschrift onzeker. 
In 1507 kreeg Ziegler het burgerrecht van de Rijksstad Rothenburg ob der Tauber. Daar schilderde hij in 1514 de zijvleugels van het Wolfgangsaltaar, het hoogaltaar van de Wolfgangskirche. Ook de panelen van het Wendelinaltaar en het Maria-altaar in dezelfde kerk werden door Ziegler geschilderd. Beide altaarstukken stammen uit 1515. 
- Stuttgart Database of Scientific Illustrators 1450–1950: 13149
- Gemeinsame Normdatei: 121797562
- RKD-Nederlands Instituut voor Kunstgeschiedenis: 483734
- SIKART: 13986301
- Union List of Artist Names: 500073984
- Virtual International Authority File: 27937143
- WorldCat: E39PCjyJrXfQKB8bXkqbGHxJWC